# David Fonseca
David Fonseca (Marrazes, 14 giugno 1973) è un cantautore e musicista portoghese.

## Carriera
Dal 1996 al 2001 ha fatto parte del gruppo Silence 4, con cui ha pubblicato due album in studio di successo tra il 1998 ed il 2000 e un album dal vivo nel 2004.
Nel 2013 il gruppo si è riunito occasionalmente.
Nel 2003 Fonseca ha intrapreso la carriera solista. Dal 2004 al 2006, inoltre, ha fatto parte degli Humanos. Tutti i suoi album raggiungono stabilmente le prime posizioni delle classifiche di vendita portoghesi.

## Discografia
Album studio
- 2003 - Sing Me Something New
- 2005 - Our Hearts Will Beat As One
- 2007 - Dreams in Colour
- 2009 - Between Waves
- 2012 - Seasons: Rising
- 2012 - Seasons: Falling

Raccolte
- 2011 - Dreams in Colour: Tour Edition

DVD
- 2008 - Dreams in Colour Live